# Фьодор Горталов
Фьодор Матвеевич Горталов (на руски: Фёдор Матвеевич Горталов) е руски офицер, майор. Участник в Руско-турската война (1877 – 1878).

## Биография
Фьодор Горталов е роден през 1839 г. в с. Батенево, Солигаличски уезд, Костромска губерния в семейството на потомствен дворянин. Ориентира се към военното поприще. Завършва военна школа при 22-ра пехотна дивизия с назначение за унтер-офицер в 6-и Финландски батальон (1855). 
Участва в Кримската война (1853 – 1856). Бие се храбро при отбраната на Обсадата на Севастопол (1854 – 1855). Произведен е в първо офицерско звание прапорщик и служи в 61-ви Владимирски пехотен полк (1859).
Участва в Руско-турската война (1877-1878). Повишен е във военно капитан с назначение е за командир на 3-та рота от 61-ви Владимирски пехотен полк. При третата атака на Плевен на 30 август/11 септември 1877 г. е в състава на отряда на генерал-майор Михаил Скобелев. След вихрена атака полкът превзема турския редут „Кованлък“. Капитан Фьодор е комендант на редута от генерал-майор Михаил Скобелев със задача да го защитава достойно, ако противникът се опита да си го върне. Офицерът благодари и дава честна дума, че докато е жив няма да даде редута на неприятеля. Поради прекратяване на атаката от главното командване не получава исканата поддръжка. Въпреки това отбранява до последно позицията, отблъсквайки няколко мощни турски контраатаки. Едва когато руските защитници поради липса на шанцов инструмент се налага да ровят земята с капачките на манерките и даже с пръсти, само да си устроят каквото и да е подобие на закритие от смъртоносния огън, се получава заповед да отстъпи редута „Кованлък“. При шестата контраатака на противника Фьодор Горталов не се оттегля с останалите защитници. Очевидецът В. Ф. Аргамаков си спомня:
„Горталов трябваше да избира между правото да спаси живота си, позовавайки се на заповедта и изпълнението на тържествено дадената честната дума. Той се поколеба за кратко време и реши да загине, но да не загуби честта си при никакви обстоятелства. Той високо информира всички за решението си и призова който иска да сподели съдбата му. Около едно отделение бойци се отзоваха доброволно да останат с него и всички те загинаха в неравна борба с врага, който се беше вклинил там.“
Според други източници, Горталов, след като е получил заповед да отстъпи редута, нарежда изтегляне под командването на щабскапитан Абаджиев. Изпраща благословията си след заминаващите, прекръства се, кръстосва ръце на гърдите си с извадена сабя в дясната и без шапка застава на външния край на бруствера. След по-малко от минута той е намушкан от турски войници, които го вдигат на щиковете. Така загива на 19/31 август 1877 г.
Генерал-майор Михаил Скобелев потвърждава, че „Горталов е бил намушкан от неприятеля“ заедно с „най-храбрите, дочакали появата на турците в самия редут“.

## Признание
- За заслуги и проявена храброст е награден с орден „Свети Георги“ IV степен и е повишен във военно звание майор (посмъртно).
- Прекият му командир полковник Василий Аргамаков го определя като „уважаван офицер, оказващ нравствено влияние“.
- В негова чест село Карагуй е преименувано на Горталово.
- Неговото име носи улица в квартал „Бъкстон“ на град София (Карта).
- Подвигът на капитан Фьодор Горталов е показан в съветско-българския филм Героите на Шипка. Ролята се изпълнява от актьора Константин Старостин.

## Семейство
- син - Сергей Фьодорович Горталов (1862 – 1938),
- снаха - Вера Николаевна Горталова (Дружинина),
- внук - Владимир Сергеевич Горталов. [2]

## Галерия
- Братска могила в памет на загиналите офицери от 1-ва бригада от 16-а пехотна дивизия..
- Братска могила в памет на офицерите от 1-ва бригада от 16-а пехотна дивизия.
- Имената на загиналите офицери от 1-ва бригада от 16-а пехотна дивизия..
- Братска могила на 389 нисши чина от 1-ва бригада на 16-а пехотна дивизия.
- Надпис върху плочата на братската могила на 389 нисши чина от 1-ва бригада на 16-а пехотна дивизия.
- Карта на Третата атака на Плевен.